# Жданов Іван Юрійович
Іван Юрійович Жданов (17 серпня 1988 , Москва ) — російський юрист, громадський і політичний діяч, директор «Фонду боротьби з корупцією» з 2018 року, член Центральної ради незареєстрованої партії «Росія майбутнього».

## Біографія

### Ранні роки
Іван Жданов народився 17 серпня 1988 року у Москві, у сім'ї військового.
У 2005 році вступив до Московського державного юридичного університету, який закінчив у 2010 році, також був аспірантом у ньому до 2013 року.

### Суспільно-політична діяльність
Після практики у Федеральній антимонопольній службі та апараті Держдуми у 2011—2013 роках займався власною юридичною практикою, очолював регіональне відділення політичної партії «Народний Альянс» у Ненецькому АТ.
З 2014 року розпочав роботу у «Фонді боротьби з корупцією» юристом, пізніше призначений керівником юридичного відділу ФБК. Мав досвід роботи в Ростові-на-Дону.

#### Передвиборча кампанія у Новосибірську 2015 року
У ході передвиборчої кампанії в Новосибірську у 2015 проти Івана Жданова завели кримінальну справу за ст. 142 КК РФ «Фальсифікація виборчих документів, документів референдуму».

#### Президентська кампанія Навального
У 2017—2018 роках брав участь у передвиборчій кампанії за допуск до президентських виборів Олексія Навального. Кілька разів протягом кампанії був захисником у суді голови штабу Навального Леоніда Волкова, якого притягали до адміністративної відповідальності за «повторне порушення порядку організації публічного заходу». Головував на зборах з висування Навального у кандидати.
З березня 2017 по серпень 2018 — ведучий програми «Юрфак» на YouTube-каналі «Навальний LIVE».
З 19 травня 2018 по 28 березня 2019 був секретарем Центральної ради партії «Росія майбутнього».
24 травня 2018 року був затриманий у Москві за підозрою у порушенні правил організації або проведення мітингу «Він нам не цар». Йому загрожувало 10 діб адміністративного арешту. При цьому Жданов 5 травня перебував на узгодженому мітингу в Ростові-на-Дону і не писав жодного твіту про акцію, за що здебільшого і затримують співробітників ФБК.
З грудня 2018 року призначений директором «Фонду боротьби з корупцією». Новим керівником юридичного відділу був призначений В'ячеслав Гімаді.

## Судове переслідування в Росії та еміграція
22 серпня 2019 року стосовно Івана Жданова було порушено кримінальну справу за частиною 2 статьи 315 КК РФ «Невиконання вироку суду, рішення суду або іншого судового акта», пов'язане з тим, що він «не виконує рішення суду та не видаляє з інтернету фільм», «Він вам не Дімон», попри те, що він розміщений на особистому youtube-каналі Навального. Раніше через той самий фільм кримінальна справа вже порушувалася проти колишнього директора ФБК Романа Рубанова. Також заведено ще дві кримінальні справи — за ст. 141 КК РФ «Перешкода здійсненню виборчих прав або роботі виборчих комісій», а також п. «б» ч. 4 ст. 174 КК РФ «Легалізація (відмивання) коштів або іншого майна, придбаних особою внаслідок скоєння ним злочину».
Після визнання ФБК Мосміськсудом екстремістською організацією 9 червня 2021 року МВС Росії оголосило 11 червня Івана Жданова у федеральний розшук, а 18 червня — у міжнародний розшук.
14 січня 2022 року Росфінмоніторинг вніс до списку терористів та екстремістів двох соратників засновника ФБК (включений Мін'юстом до реєстру організацій, що виконують функції іноземного агента, та визнаний екстремістською організацією) Олексія Навального — директора ФБК Івана Жданова і тимчасового виконувача обов'язків голови Леоніда Волкова.
Один із ведучих YouTube-каналу «Популярна політика».